# Ольховатка (Воронезька область)
Ольховатка (або Вільхуватка)  — селище міського типу, адміністративний центр Ольховатського району Воронезької області, Росія.
У роки українізації на початку 30-х рр. ХХ століття, коли документи ще велися українською мовою, офіційно писалось так: с.м.т. Вільхуватка Воронізької области.
Знаходиться у межах української етнічної території — Слобідська Україна.
Населення селища становить 3552 осіб (2014).

## Географія
Розташоване на річці Чорна Калитва (притока Дону), в 237 км на південь від Воронежа.

## Історія
Вільхуватка заснована у 1702 році українськими козаками.
Селище входило до складу УНР.

## Транспорт
Містечко сполучене залізничною гілкою (27 км) зі станцією Розсош (на лінії «Лиски — Міллерове»).

## Виробництво
Цукровий комбінат, лакофарбовий завод, хлібозавод, асфальтний завод.

## Уродженці
- Чехов Павло Єгорович (1825—1898) — купець третьої і потім другої гільдії, батько А. П. Чехова.